# 小泉正保

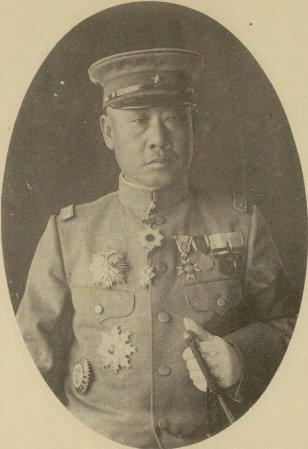
小泉正保（1855—1917）

小泉正保（日语：こいずみ まさやす，1855年4月29日—1917年10月23日）為日本陸軍軍人。最終階級陸軍中將。

## 生平
水戶藩士・小泉正誠的長男。擔任過警視廳巡査，1875年（明治8年）12月、陸軍士官学校入學。1877年（明治10年）3月、任征討軍團付參與西南戰爭。擔任過少尉試補，1877年7月、任官步兵少尉。同年12月、陸士（舊1期）畢業。
1878年（明治11年）1月、擔任近衛步兵第1連隊付。接著歷任参謀本部官・清朝派遣官（駐在漢口・北京等地）、出差安南、清朝公使館付、步兵第1連隊中隊長等職務。
1889年（明治22年）10月，派令為屯田兵副官。接著歷任屯田兵參謀、屯田步兵第4大隊長、根室大隊區司令官、根室連隊區司令官等職。1896年（明治29年）5月、昇進步兵中佐。
1897年（明治30年）10月、就任步兵第10連隊長，同年12月、進級步兵大佐。歷任第5師團參謀長、第7師團參謀長等職。1903年（明治36年）7月、昇進陸軍少將，就任步兵第24旅團長。日俄戰爭隨軍征戰，參與遼陽會戰、沙河會戰。參與旅順會戰後，異動為第3軍參謀長。1905年（明治38年）1月、部隊移防中因事故身負重傷、接著松永正敏少將接續其職務。
1906年（明治39年）2月、就任步兵第6旅團長，擔任台灣第1守備隊司令官。1910年（明治43年）8月、晉升陸軍中將，擔任第10师团長。接著，轉任第8師團長。1914年（大正3年）5月待命。同年8月、編入預備役。